# Moulton St Mary
Moulton St Mary är en by i civil parish Beighton, i distriktet Broadland, i grevskapet Norfolk i England. Byn är belägen 3 km från Acle. Moulton St Mary var en civil parish fram till 1935 när blev den en del av Beighton och Reedham. Civil parish hade 228 invånare år 1931. Byn nämndes i Domedagsboken (Domesday Book) år 1086, och kallades då Modetuna/Mothetuna.